# Estación de Porte d'Ivry
La estación de Porte d'Ivry es una estación del metro de París situada al sur de la capital, en el XIII Distrito. Forma parte de la línea 7. Ofrece una conexión con la línea 3 del tranvía. 

## Historia
La estación fue inaugurada el 26 de abril de 1931 con la prolongación hacia el este de la línea 7. Hasta 1946, Porte d'Ivry sería el terminal sur de la línea. A finales de 2006, fue conectada con el renacido tranvía parisino.
La estación debe su nombre a un acceso situado en el Muro de Thiers, última fortificación construida alrededor de París para proteger la ciudad, que era conocido bajo el nombre de porte, (puerta), d'Ivry.

## Descripción
La estación, antiguo terminal, se compone de dos andenes y tres vías, ordenados de la siguiente forma: v-a-v-v-a. 
En bóveda y de diseño absolutamente clásico está iluminada empleando estructuras circulares, en forma de cilindro, que recorren los andenes proyectando la luz tanto hacia arriba como hacia abajo. Finos cables metálicos dispuestos en uve sostienen a cierta distancia de la bóveda todo el conjunto.